# 4-Octin
4-Octin ist eine chemische Verbindung aus der Gruppe der Alkine. Sie besitzt das Grundgerüst des Octans mit einer C≡C-Dreifachbindung an der 4-Position.
4-Octin (Dipropylethin) gehört mit 5-Decin (Dibutylethin), 3-Hexin (Diethylethin) und 2-Butin (Dimethylethin) zu den symmetrischen Alkinen.

## Darstellung
Eine Möglichkeit der Synthese von 4-Octin besteht in der Reaktion von Acetylen mit zwei Teilen 1-Brompropan. Acetylen wird hierbei mit einer Base deprotoniert. Das entstandene Anion geht dann eine Substitution an 1-Brompropan ein. Anschließend wird das zweite Kohlenstoffatom des entstandenen Alkins deprotoniert und die gleiche Reaktion läuft auf der zweiten Seite ab. Die Reaktion kann in flüssigem Ammoniak bei −70 °C mit Natriumamid als Base durchgeführt werden.
Ein weiterer Syntheseweg besteht in der Eliminierung von 4,5-Dibromoctan. Als Base kann hierzu wiederum Natriumamid dienen. Die Reaktion wird bei −70 °C in flüssigem Ammoniak geführt.

## Eigenschaften
4-Octin ist eine bei Raumtemperatur flüssige, farblose Verbindung, die bei 131,6 °C siedet.

## Verwendung
An der Dreifachbindung von 4-Octin können eine Reihe von typischen Reaktion von Alkinen durchgeführt werden. So kann beispielsweise 2,3-Di-n-propyloxiren mittels Reaktion mit Peroxycarbonsäuren, beispielsweise Peressigsäure hergestellt werden.